# Farkastelke
Farkastelke település Romániában, Fehér megyében. Közigazgatásilag Cserged községhez tartozik.

## Fekvése
Gyulafehérvártól keletre, Balázsfalvától délkeletre fekvő település.

## Története
Farkastelke nevét 1306-ban említette először oklevél Farkastelke néven.
1318-ban p. Farkasteluke, 1331-ben p. Farkasteluk néven írták.
1336-ban az egresi apát indított pert érte Fenefalvi Blauuch és Hnnyng ellen, akik már 1318-ban esküt tettek arra, hogy Farkastelkét királyi adományként birtokolják. 1336-ban említették a Csergődről idevezető utat is.
1459-ben a Haranglábi, a Hunyadi Szentiváni és a Szentiváni és Hederfáji családok birtokának írták.
1467-ben Hunyadi Mátyás király adományként adta a falut Ernuszt János udvari vitéznek és testvéreinek Zsigmondnak és jánosnak.
1769-ben az elpusztult települések közé sorolták. Magyar lakosai helyébe románok települtek az elpusztult faluba.
A trianoni békeszerződés előtt Alsó-Fehér vármegye Balázsfalvi járásához tartozott.
1910-ben 893 lakosából 892 román volt. Ebből 777 görögkatolikus, 113 görögkeleti ortodox volt.